# Kalandino
Kalandino (Squalius alburnoides) – gatunek ryby z rodziny karpiowatych.

## Występowanie
Wody stojące i wolno płynące dorzecza Duero, Gwadiany i Gwadalkiwiru (na Półwyspie Iberyjskim). Tworzy nieduże stada przebywające głównie w spokojnych wodach przypowierzchniowych.

## Rozród
Tarło odbywa stadnie w kwietniu i maju, wśród roślinności wodnej. Kalandino jest jedynym gatunkiem kręgowca, u którego stwierdzono występowanie androgenezy w naturze.

## Pokarm
Żywi się drobnymi bezkręgowcami.

## Taksonomia
Przynależność rodzajowa tego gatunku nie została jednoznacznie ustalona. Franz Steindachner zaliczył go do rodzaju Leuciscus, następnie (Zardoya i Doadrio, 1999) zaliczono go do Squalius, a w 2007 Kottelat i Freyhoff zaproponowali przeniesienie do Iberocypris.